# Caborca
Caborca là một đô thị thuộc bang Sonora, México. Năm 2005, dân số của đô thị này là 70113 người.